# Fallet (bok)
Fallet är en självbiografisk bok från 2021 av Ann Heberlein om hur hon gick från att vara uppburen inom svenskt kulturetablissemang till att bli utfryst av detsamma. Hon var anställd som lektor i etik vid Lunds universitet, hon skrev för Dagens Nyheter och Sydsvenska Dagbladet och hade kontrakt hos Bonniers. Vändningen kom i början av 2016 då Heberlein kommenterade massövergreppen i Köln nyårsafton 2015, vilka i huvudsak hade förövats av migranter från Nordafrika och Mellanöstern. Heberlein noterade att svensk media utelämnade gärningsmännens etnicitet och skrev en debattartikel i Expressen om massövergreppen, det mångkulturella samhället och kulturella normer.
I Fallet skriver Heberlein att artikeln fick ett mycket stort genomslag, men att den också blev början på en process som hon hävdar berövade henne på arbetsuppdrag och försörjning. Hon menar att hennes namn av ett aggressivt drev drogs i smutsen och framförallt fråntog henne rätten att definiera sig själv. Hon blev utfryst, trakasserad och utsattes för deplattformering.